# Муратов, Владимир Александрович
Владимир Александрович Муратов (1865—1916) — русский невролог, профессор Томского и Московского университетов.

## Биография
Родился в купеческой семье. Учиться начал в 1-й Санкт-Петербургской гимназии. Затем он учился в тамбовской гимназии и, наконец, окончив в 1884 году с серебряной медалью 3-ю московскую гимназию, поступил на медицинский факультет Московского университета.
После окончания университетского курса в 1889 году, он состоял ординатором в клинике профессора А. Я. Кожевникова, а затем работал также прозектором в Бахрушинской, Преображенской и Владимирской больницах. В декабре 1893 года он защитил диссертацию на степень доктора медицины: «Вторичные перерождения при очаговых страданиях двигательной сферы мозговой коры». 
С 1894 года — приват-доцент медицинского факультета Московского университета по кафедре нервных и душевных болезней. С 26 ноября 1904 года — главный врач Тамбовской психиатрической больницы, а с 1906 года — директор Саратовской земской психиатрической больницы. 
С 15 марта 1910 года — экстраординарный профессор Томского университета по кафедре систематического и клинического учения о нервных и душевных болезнях.
В 1911 году, когда Московский университет покинула целая группа профессоров (дело Кассо) по распоряжению министра народного просвещения В. А. Муратов был переведён в Московский университет, где до 1916 года в должности ординарного профессора занимал кафедру нервных болезней. Участвовал в организации новой клинической неврологической лаборатории (1912), с 1913 года заведовал Неврологическим институтом. 
Умер 27 августа (9 сентября) 1916 года от стенокардии.

## Вклад в развитие отечественной невропатологии
В своих работах обосновал необходимость последовательно и систематически применять нозологический метод изучения болезней, сущность которого, состоит «в познании болезни в её целом, в обобщении симптоматологии, течения, патогенеза и этиологии». В. А. Муратов писал: 

Определяя общее направление моих лекций, я позволил себе назвать его нозологическим направлением. На первом месте мы ставим клиническую картину данной формы, которую стараемся обосновать путём освещения её патогенеза и этиологии, стремясь таким образом приблизиться к выделению обособленных нозологических групп и указать связи с другими близкими клиническими типами.
В. А. Муратову принадлежит обобщение, касающееся сближения сирингомиелии, гидромиелии, гидроцефалии и кист мозжечка как родственных форм, обусловленных одним и тем же процессом, прирождённым заболеванием эпидермы, «что все эти заболевания составляют одну нозологическую группу прирождённого эпендиматита». Он детально изучал детские церебральные параличи и выделил отдельные клинические формы этого заболевания; тщательно изучал проблему истерии и других психопатологических состояний в плане выяснения механизмов формирования патологически изменённой личности. 
В. А. Муратов разработал учения о насильственных движениях, учение о параинфекционном возникновении энцефалитов ему принадлежит оригинальная концепция патофизиологии эпилептических припадков.  В. А. Муратов писал о глубокой связи неврологии и психиатрии «… по существу нервные и душевные болезни сливаются в одну специальность и представляют только отдельные части одного и того же предмета». Профессор А. А. Капустин, анализируя значение деятельности В. А. Муратова, писал: 

… Муратов В. А. был первым из учеников Кожевникова, уделившим значительное внимание патологии нервной системы у детей, был основателем отечественной детской психопатологии. Муратов В. А. первым организовал преподавание нервных болезней детского возраста на медицинском факультете МГУ. Муратов В. А. первым опубликовал специальный курс лекций по нервным болезням детского возраста (1898 г.). Муратов В. А. был первым из учёных, последовательно проводивших нозологическое направление, как на лекциях, так и в основных своих работах.

## Труды
- Вторичные перерождения при очаговых страданиях двигательной сферы мозговой коры: Дис. на степ. д-ра мед. Владимира Муратова. — М.: типо-лит. т-ва И.Н. Кушнерев и К°, 1893. — 160 с.
- Интеллектуальные функции головного мозга: Речь, чит. в открытом годич. собр. О-ва невропатологов и психиатров при Моск. ун-те. — Казань: типо-лит. Казан. ун-та, 1896. — 22 с.
- Истерия и истерический характер у детей: Лечение и медико-воспитат. меры: [Речь, чит. в годич. заседании О-ва дет. врачей в Москве 1898 г. 18 февр.] — М.: типо-лит. В. Рихтер, 1898. — 26 с.
- Критический очерк современного состояния вопроса о патологии и терапии спинной сухотки. — СПб.: К. Л. Риккер, 1898. — 21 с.
- Клинические лекции по нервным болезням детского возраста. Вып. 1. — М.: А. А. Карцев, 1898.
- Клинические лекции по нервным и душевным болезням. Вып. 2. — М.: А. А. Карцев,1899.
- Клинические лекции по нервным и душевным болезням. Вып. 3. — М.: А. А. Карцев,1900.
- Нозологическое доказательство причинной зависимости общего наростающего[sic] паралича помешанных от сифилиса. — СПб.: К.Л. Риккер, 1901. — 16, 4 с.
- Современное состояние вопроса о страданиях центральной нервной системы после острых заразных болезней. — СПб.: К. Л. Риккер, 1901. — 22 с.
- Душевная слабость и ее значение в общественной жизни и художественном творчестве: [Публ. лекция, прочит. в аудитории Ист. музея 21 апр. 1901 г.] — М.: типо-лит. т-ва И.Н. Кушнерев и К°, 1901. — 29 с.
- Вопросы дня в распознавании и лечении истерии. — СПб.: К. Л. Риккер, 1902. — 31 с.
- К учению о глиозных новообразованиях лобных долей головного мозга. — СПб.: К. Л. Риккер, 1902. — 14, [2], 4 с.
- Современное состояние вопроса о центрах мозговой коры. — СПб.: К. Л. Риккер, 1903. — 26 с.
- К патологии острого полиомиелита взрослых = (Poliomyelitis anterior acuta). — М.: т-во тип. А.И. Мамонтова, ценз. 1903. — 17 с.
- Очерк состояния Саратовской психиатрической губернской земской лечебницы за 1906-1908 гг.: Доклад IX Губ. съезду зем. врачей и председателей зем. управ Сарат. губ. дир. Лечебницы В.А. Муратова. — Саратов: тип. Губ. земства, [1909]. — 20 с.
- Руководство к изучению болезней нервной системы. Вып. 1: Общая симптоматология и диагностика нервных болезней: Болезни периферических нервов и болезни спинного мозга. — М.: т-во И. Д. Сытина, 1917. — 432 с.